# 1-Naftyloamina
1-Naftyloamina (1-aminonaftalen) – organiczny związek chemiczny z grupy amin aromatycznych. Zawiera jedną grupę aminową przyłączoną do cząsteczki naftalenu w pozycji 1.
Tworzy białe igły o temperaturze topnienia 49 °C, słabo rozpuszczalne w wodzie, łatwo rozpuszczalne w alkoholu etylowym i innych rozpuszczalnikach organicznych. Substancja o charakterystycznym zapachu rozkładających się zwłok. Po silnym ogrzaniu pali się kopcącym płomieniem, a pozostałość szybko zastyga tworząc szklistą masę. Substancja rakotwórcza.